# Johann Stoevesandt

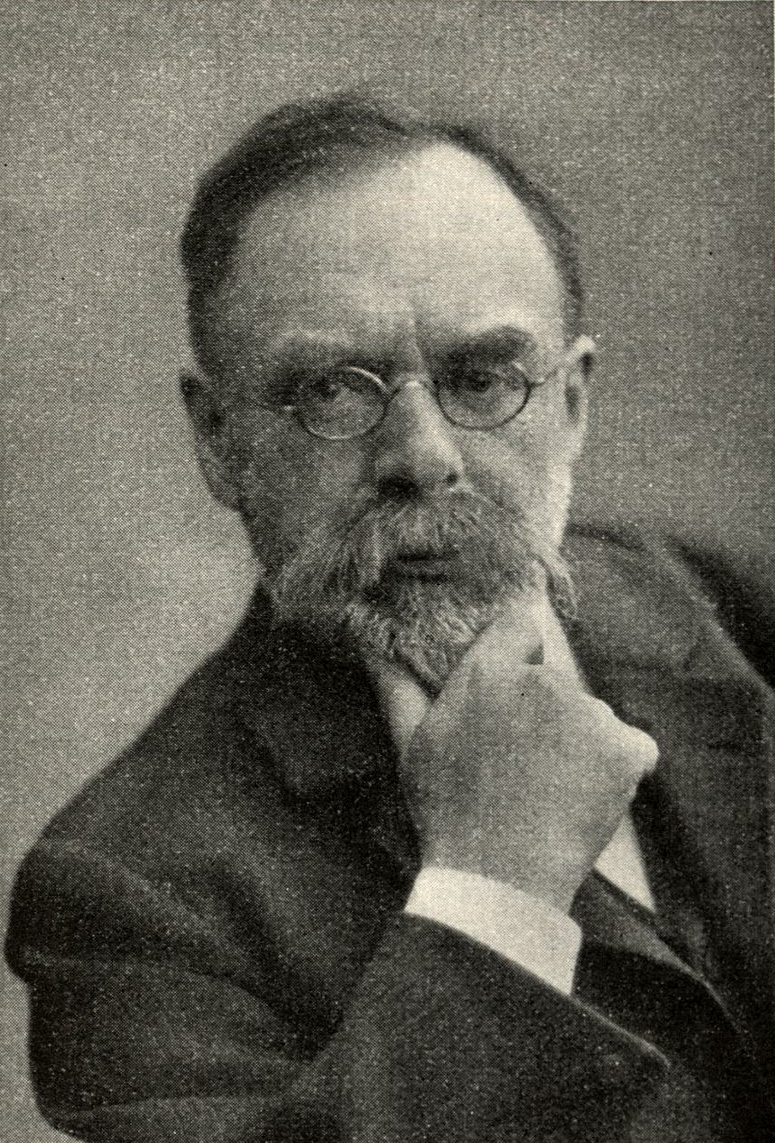
Johann Stoevesandt

 Johann Stoevesandt  (* 11. September 1848 in Bremen; † 29. Januar 1933 in Bremen) war ein deutscher Mediziner und Krankenhausdirektor.

## Biografie
Stoevesandt war der Sohn eines Kaufmanns. Er absolvierte das Alte Gymnasium in Bremen und studierte danach an der Universität Tübingen, der Universität Halle, der Universität Würzburg und der Universität Berlin. Er trat während des Studiums dem Tübinger und Hallenser Wingolf bei. Nach dem Studium war er im Deutsch-Französischen Krieg von 1870 bis 1871 Sanitätsoffizier und wurde 1888 Stabsarzt a. D. Danach promovierte er zum Dr. med. Von 1872 bis 1874 arbeitete er als Assistenzarzt in der Krankenanstalt Bremen. Von 1874 bis 1876 war er in der psychiatrischen Anstalt tätig. 1876 ließ er sich als Facharzt für Nervenkrankheiten nieder. 1877 wirkte er als Internist und Neurologe am privaten Roten Kreuz Krankenhaus Bremen. Er schloss sich der Anti-Alkoholikerbewegung an und beteiligte sich an der Gründung des Haus Reddersen von Heinrich Otto Reddersen.
1895 übernahm er die Funktion eines dirigierenden Arztes der Inneren Abteilung an der Krankenanstalt St. Jürgensstraße in Bremen. Nachdem diese Anstalt 1897 von der Stadt übernommen worden war, erfolgte seine Berufung zum Chefarzt und beamteten Direktor der Inneren Abteilung. Diese Aufgabe nahm er bis 1920 wahr. In seiner Zeit wurden einige Institute neu gegründet und er veranlasste die Verlegung der Psychiatrie in eine Anstalt in der Ellener Feldmarkt in Osterholz. 1915 wurde er zum Professor ernannt.
Der Mediziner und Theologe Karl Stoevesandt (1882–1977) war sein Sohn.

### Ehrungen
- Er war auch im theologischen Bereich engagiert und erhielt deshalb 1920 den Ehrendoktor der Theologie von der Universität Halle.
- Die Stoevesandtstraße in Bremen-Sebaldsbrück wurde nach ihm benannt.